# Concept of One (álbum)
Concept of One é o álbum de estreia do projeto de dance-pop e freestyle Concept of One criado pelo produtor musical Tony Moran. O álbum foi lançado em 16 de Julho de 1993 pela gravadora Cutting Records. Inclui o primeiro single de sucesso lançado por Tony Moran, "Dance with Me", além da canção "The Question", que contem a participação do cantor Noel.

## Faixas
| N.º | Título                           | Artista           | Duração |  |
| 1.  | "So in Love"                     | Brenda K. Starr   | 3:59    |  |
| 2.  | "Got the Love"                   | Christian DeCotto | 4:46    |  |
| 3.  | "Saving All My Love"             | The Latin Rascals | 5:10    |  |
| 4.  | "We've Only Just Begun"          | The Latin Rascals | 6:15    |  |
| 5.  | "Spend My Life with You"         | System 3          | 4:51    |  |
| 6.  | "The Way She Moves"              | The Latin Rascals | 5:50    |  |
| 7.  | "Would You Like to Get Together" | Tony Moran        | 5:20    |  |
| 8.  | "The Question"                   | Noel              | 4:47    |  |
| 9.  | "Dance with Me"                  | Tony Moran        | 4:44    |  |
| 10. | "So in Love" (The in Love Mix)   | Brenda K. Starr   | 5:37    |  |

## Desempenho nas paradas musicais
Singles - Billboard
| Ano  | Single          | Parada musical                     | Posição |
| ---- | --------------- | ---------------------------------- | ------- |
| 1990 | "Dance with Me" | Hot Dance Music/Maxi-Singles Sales | 32      |
| 1990 | "The Question"  | Hot Dance Music/Maxi-Singles Sales | 24      |